# 이병기 (1947년)
이병기(李丙琪, 1947년 6월 12일 ~ )는 대한민국의 전 공무원이다. 
박근혜 정부의 제3대 대통령비서실장을 지냈다.

## 개요
외무공무원으로 출발했지만, 외도를 하게 된 것은 노신영 외무부 장관이 정치인으로 변신하게 된 노태우 보안사령관에게 추천한 것이 계기였다.
의전이나 ‘이미지 메이킹’ 분야에 일가견이 있다. 1988년 2월 ‘보통사람 시대’ 구호로 당선된 노태우 대통령이 청와대에 첫 출근을 할 때 서류 가방을 직접 들고 나와, 보통사람 시대를 실감케 한 이벤트를 연출한 사람이 당시 의전비서관이던 이병기다.
안기부 2차장 재직당시 북풍조작으로 김대중 후보에 대해 북한으로부터 대선자금을 받았다는 거짓 기자회견을 하게 했다.
2002년 이회창 대선 후보 특보 당시 민주당 대선 후보 경선에서 패한 이인제 의원을 한나라당에 끌어들이기 위해 이 의원 측에 ‘5억원을 전달한 사건’으로 '정치인 매수 공작'이라는 딱지가 붙었다. 이로 인해 2004년 총선 비례대표 공천을 거부당하기도 했다.
박근혜 대통령이 한나라당 대표 시절 ‘차떼기 당’이라는 오명으로 존립이 위태롭던 때 ‘천막 당사’ 아이디어를 낸 사람도 대표특보였던 이병기인 것으로 알려져 있다.
정의용 외교부 장관과는 이종사촌 관계이다.

## 범죄전력

### 부정 정치자금 5억원 전달
2002년 대통령 선거 한나라당 후보자였던 이회창의 정치특보로 활동한 이병기는 자유민주연합 총재 대행이던 이인제 국회의원 측에게 한나라당에 유리한 역할을 해달라며 기업들로부터 부정하게 모금한 5억원의 정치자금을 전달하였다. 이병기는 5억원을 2억 5천만원이 든 상자 2개로 나눠 이인제 측에게 전달하였다.
2004년 서울중앙지방법원은 이병기에게 정치자금에관한법률위반 죄로 벌금 1000만원을 선고하였다.

### 국정원 특수활동비 상납
서울중앙지법 형사합의32부(성창호 부장판사)는 2018년 6월 15일 특정범죄가중처벌법상 국고손실과 뇌물공여 등 혐의로 기소된 전 국정원장 이병기에게 징역 3년6개월을 선고했다. 이병기는 재임 시절 국정원 특수활동비 가운데 당시 대통령이었던 박근혜 측에 8억원을 지원한 혐의 등으로 기소됐다. 재판부는 "국정원장의 특활비는 국내·외 보안정보 수집 등에 쓰도록 그 용도나 목적이 정해져 있다"며 "그런 돈을 대통령에게 매달 지급한 것은 사업 목적 범위를 벗어나 위법하다"고 판단했다. 또한 이 사건으로 "무엇보다 엄정해야 할 예산 집행체계가 흔들렸고, 해당 예산이 안전 보장에 사용되지도 못해 국가와 국민의 안전에 위험을 초래하기도 했다"고 지적했다. 그러나 '뇌물' 여부에는 "대통령 요구나 지시로 특활비를 지급하게 된 것이지, 대통령의 직무 관련 대가로 지급한 것으로 보긴 어렵다"고 판단했다. 그러면서 "이번 사건은 대통령이 피고인들과 공모해 국고를 손실하고 횡령한 것으로 봐야 한다"고 덧붙였다. 별도로 이병기가 최경환 당시 기획재정부 장관에게 국정원 특수활동비 1억원을 건넨 것은 국고손실과 뇌물공여 혐의를 모두 인정했다. 1억원은 국정원 예산 편성에 대한 편의를 제공한 대가로 건너간 돈으로 재판부는 봤다. 이병기 전 국정원장이 조윤선 전 정무수석 등에게 국정원 특활비를 제공한 것도 청와대나 국회, 정치권의 동향 파악 과정에서 정무수석실의 도움을 기대하며 건넨 것으로 인정했다. 이병기는 이날 법정 구속 됐다.

## 경남기업 금품 수수 의혹
2015년 4월 9일 성완종 경남기업이 숨지기 전 작성한 불법 자금을 전달한 명단으로 추정되는 메모지에 이병기의 이름이 기재되어 있었다.
이병기는 성완종과의 친분 관계는 인정했으나 금품수수 사실은 부인했다.
2015년 7월 2일 검찰 특별수사팀은 이병기를 무혐의 처분했다.

## 학력
- 1954년 홍성국민학교 입학
- 1960년 서울강남국민학교 졸업
- 1963년 강남중학교 졸업
- 1966년 경복고등학교 졸업
- 1971년 서울대학교 외교학 학사
- 1977년 서울대학교 대학원 외교학 석사

## 경력
- 1974년: 제8회 외무고시 합격
- 1978년 2월: 주제네바 대사관 3등서기관
- 1980년 2월: 주 케냐 대사관 2등서기관
- 1981년 9월: 정무장관 비서관
- 1982년 4월: 체육부 장관 비서관
- 1982년 5월: 내무부 장관 비서관
- 1983년 7월: 서울올림픽조직위원장 비서실장
- 1985년 2월: 민주정의당 총재보좌역
- 1988년 3월: 대통령 의전비서관
- 1990년 12월 ~ 1993년 2월: 대통령비서실 의전수석비서관
- 1993년 2월 ~ 1994년 12월: 외교안보연구원 연구위원
- 1995년 1월 ~ 1996년 12월: 국가안전기획부장 제2특보
- 1996년 12월 ~ 1998년 3월: 국가안전기획부 제2차장
- 1999년 ~ 2001년 12월: 게이오기주쿠 대학교 객원교수
- 2001년 12월 ~ 2002년: 한나라당 총재 안보특보
- 2002년 ~ 2005년 5월: 한나라당 대통령 후보 정치특보
- 2005년 5월 ~ 2013년 5월: 여의도연구원 고문
- 2013년 5월 ~ 2014년 6월: 주 일본 대사
- 2014년 7월 ~ 2015년 3월: 국가정보원장
- 2015년 3월 ~ 2016년 5월: 제3대 대통령비서실장
- 자유한국당